# 克雷西亚
克雷西亚（法語：Cressia，法語發音：[kʁesja]）是法国汝拉省的一个市镇，位于该省西部偏南，属于隆斯勒索涅区。

## 地理
克雷西亚（46°31'43"N, 5°28'49"E）面积14.99 平方千米，位于法国勃艮第-弗朗什-孔泰大區汝拉省，该省份为法国东部内陆省份，北起上索恩省，西北接科多尔省，西临索恩-卢瓦尔省，南至安省，东与杜省和瑞士接壤。
与克雷西亚接壤的市镇（或旧市镇、城区）包括：欧日塞、卢瓦西亚、皮莫兰、罗赛、罗托奈。

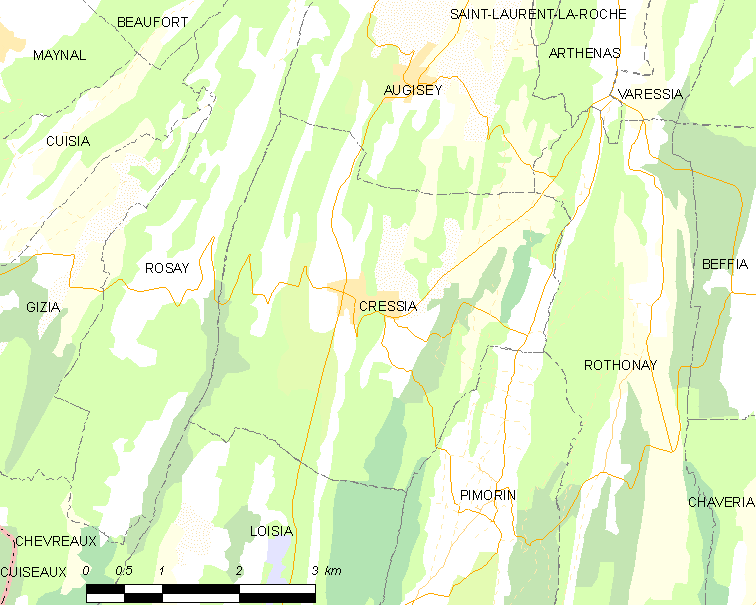
克雷西亚的OSM定位图

克雷西亚的时区为UTC+01:00、UTC+02:00（夏令时）。

## 行政
克雷西亚的邮政编码为39270，INSEE市镇编码为39180。

## 政治
克雷西亚所属的省级选区为圣阿穆尔县。

## 人口

1962-2008年间克雷西亚人口变化图示

克雷西亚于2022年1月1日时的人口数量为250人。